# Scheeleova zeleň
Scheeleova zeleň je anorganická sloučenina s chemickým vzorcem CuHAsO3 a chemickým názvem hydrogenarsenitan měďnatý. Chemicky je Scheeleova zeleň podobná zeleni svinibrodské. Scheeleova zeleň byla vynalezena roku 1775 Carlem Wilhelmem Scheelem. Před koncem 19. století nahradila Scheeleova zeleň starší zelené pigmenty na bázi uhličitanu mědnatého. Je to žlutozelený pigment, který byl využíván od začátku 19. století do poloviny 19. století v barvách a barvivech. Po 60. letech 19. století přestala být Scheeleova zeleň používaná, kvůli své toxicitě a nestabilitě barvy v přítomnosti sulfidů a různých chemických znečišťujících látek. Akutní toxicita Scheeleovy zeleně, stejně jako ostatních pigmentů obsahujících arsen, jako například zeleni svinibrodské, mohla způsobit prudký pokles popularity zelené barvy v pozdním Viktoriánském období. Se začátkem 20. století nebyla již Scheeleova zeleň používaná jako pigment, ale stále byla využívána jako insekticid do 30. let 20. století.

## Příprava
Pigment byl originálně připravován z roztoku uhličitanu sodného zahřátého na teplotu okolo 90 °C. Do roztoku uhličitanu sodného byl pomalu přidáván oxid arsenitý, který byl míchán do kompletního rozpuštění. Tímto vzniknul roztok arsenitanu sodného, který po přidání roztoku síranu měďnatého tvoří zelenou sraženinu nerozpustného arsenitanu měďnatého. Po filtraci byl produkt vysušen při teplotě 43 °C. Pro zvýraznění barvy byla sůl následně zahřáta na 60 - 70 °C. Intenzita barvy záleží na poměru mědi a arsenu, který je ovlivněn poměrem výchozích látek a teplotou.
Bylo zjištěno, že Scheeleova zeleň se skládala z různých sloučenin, včetně CuO·As2O3, CuHAsO3, Cu(AsO3)2·3H2O, 3CuO·As2O3·2H2O, CuAsO2, Cu(AsO2)2 a 2CuO·As2O3·2H2O.

## Využití
Scheeleova zeleň byla využívána k barvení tapet, papírových obložení nábytku a textilií používaných v oděvech a vazbách knih spolu s barvivy, voskovými svíčkami a dokonce i dětskými hračkami. Scheeleova zeleň je zářivější a odolnější než tehdy používané pigmenty na bázi uhličitanů mědňatých. Kvůli obsahu mědi má však tendenci blednout a černat při vystavení sulfidům, ať už ve formě atmosférického sulfanu nebo ve směsích pigmentů na bázi síry nebo obsahujících síru. Zeleň svinibrodská byla připravena později, jako pokus o vylepšení Scheeleovy zeleni. Zeleň svinibrodská má však stejnou tendenci černat, ale je odolnější.
Před koncem 19. století byla jak Scheeleova zeleň, tak zeleň svinibrodská, nahrazena kobaltovou zelení, která je méně toxická.
Navzdory důkazům o její vysoké toxicitě, byla Scheeleova zeleň využívána jako potravinářské barvivo v sladkostech, které bylo oblíbené v Greenocku během 19. století, což vedlo k skotskému předsudku proti zeleným sladkostem.
Scheeleova zeleň byla využívána v 30. letech 20. století jako insekticid spolu se zelení svinibrodskou.

## Toxicita
V 19. století nebyla toxicita sloučenin arsenu známá. Články z 19. století obsahovaly zprávy o dětech, které chřadly ve světle zelených pokojích, dámách omdlívajících v zelených šatech a tiskařů novin otrávených parami arsenu. Existuje příklad akutní otravy dětí na vánočním večírku, kde se pálily obarvené svíčky.
Ačkoli některé evropské státy začaly zakazovat pigmenty obsahující arsen v 30. a 40. letech 19. století, Scheeleova zeleň se nepřestala kompletně používat do 60. let 19. století. Publicita spojená se smrtí devatenáctileté Matildy Scheuer v roce 1861 v důsledku její práce s prachem pigmentu, zvýšila povědomí o toxicitě Scheeleovy zeleně. Článek "Pretty Poison-Wreaths" popsal její opakovanou nemoc z otravy arsenem vedoucí k její smrti a podrobné pitevní nálezy, kdy oči a nehty na rukou zezelenaly od pigmentu. V 90. letech 19. století se poslední značka tapet, která Scheeleovu zeleň používala, přestala vyrábět.

### Nemoc spojená s tapetami obsahujícími arsen
Byly navrženy dvě hlavní teorie o příčině otravy tapetami obsahující Scheeleovu zeleň: částečky prachu způsobené pigmentem a odlupováním papíru a vznikem toxického plynu. Malé částečky pigmentu se mohou odlupovat a šířit vzduchem, kdy mohou být absorbovány plici. Alternativě toxický plyn může vznikat ze sloučenin obsahujících arsen po určitých chemických procesech, jako je zahřátí, nebo metabolizace organismem. Při zvlhnutí tapet a růstu plísní může být pigment metabolizován, čím může vznikat plynný arsan (AsH3), který je toxický. Rody hub jako Scopulariopsis nebo Paecilomyces vytváří arsan, když rostou na látkách obsahujících arsen. Italský lékař Bartolomeo Gosio zveřejnil v roce 1893 své výsledky o "Gosiově plynu", který jak se později ukázalo obsahoval trimethylarsan. Za vlhkých podmínek plíseň Scopulariopsis brevicaulis produkuje významné množství methylarsanu pomocí methylace pigmentů obsahujících arsen, obzvláště zeleni svinibrodské a Scheeleovy zeleni.
V těchto sloučeninách je arsen buď trojvazný, nebo pětivazný, v závislosti na sloučenině. V lidském těle je arsen snadno absorbován gastrointestinálním traktem, což odpovídá jeho toxicitě. Pětivazný arsen je redukovaný na trojvazný arsen, který prochází oxidativní methylací, kdy z trojvazného arsenu vznikají mono-, di- a tri- methylované produkty pomocí methyltransferáz a S-adenosyl-methioninu. Nové studie však naznačují, že trimethylarssan má nízkou toxicitu a proto by nemohl způsobit smrt a vážné zdravotní problémy pozorované v 19. století.
Arsen není pouze toxický, ale je také karcinogenní.

### Role ve smrti Napoleona
Během exilu Napoleona Bonaparte na ostrově Svatá Helena, pobýval v domě, kde pokoje byly nabarvené na zeleno, což byla Napoleonova oblíbená barva. Obecně je přijímáno, že zemřel z důvodu rakoviny žaludku a vystavení arsenu je spojeno s vyšším rizikem rakoviny. Analýza vzorků vlasů odhalila významné množství arsenu. Svatá Helena má vlhké klima, což způsobuje růst plísní na zdech. Bylo také navrženo, že přítomnost takových abnormálně vysokých hladin arsenu může být způsobena pokusy o zachování jeho těla. Novější výzkum však zpochybňuje, že Napoleon zemřel na rakovinu žaludku.